# Louisa de Bellis
Louisa de Bellis (* 20. Januar 1998 in Waiblingen) ist eine deutsche Handballspielerin. 

## Karriere
Louisa de Bellis begann das Handballspielen im Jahr 2007 beim VfL Waiblingen. Ab 2010 lief sie für den SV Remshalden auf. Nachdem die Kreisläuferin im Jahr 2015 mit Remshalden die deutsche B-Jugendmeisterschaft gewonnen hatte, wechselte sie zur SG BBM Bietigheim. Dort gehörte sie dem Kader der Drittligamannschaft an, erhielt jedoch auch Spielanteile in der Bundesligamannschaft.
De Bellis kehrte im Jahr 2017 zum VfL Waiblingen zurück, mit deren Damenmannschaft sie in der 2. Bundesliga antrat. Ebenfalls engagierte sie sich im Jugendbereich des VfL Waiblingen als Co-Trainerin. Im Jahr 2021 schloss sie sich dem Ligakonkurrenten Frisch Auf Göppingen an. Mit Frisch Auf Göppingen stieg sie im Jahr 2024 in die Bundesliga auf.
De Bellis gehörte dem Kader der deutschen Juniorinnennationalmannschaft an, mit der sie an der U-19-Europameisterschaft 2017 sowie an der U-20-Weltmeisterschaft 2018 teilnahm.

## Privates
Neben dem Sport studiert Louisa de Bellis noch Psychologie und ist Mitbegründerin des Onlinemagazins athlet.one.